# Tonă de combustibil convențional
Tona de combustibil convențional (tcc), este o unitate de măsură a energiei. În principiu ea este egală cu energia chimică eliberată prin arderea unei tone de cărbune superior (huilă de Cardiff).
Actual această unitate de măsură este învechită, fiind înlocuită cu Tona Echivalent Petrol.

## Definire
Datorită faptului că puterea calorifică (căldura de ardere) a cărbunilor variază în funcție de compoziția lor, actual puterea calorifică a tonei de combustibil convențional este considerată 7000 kcal/kg. Ca urmare, o tonă de combustibil convențional este echivalentă cu 7 Gcal, adică (cu valoarea caloriei internaționale de 4,1868 J) 29,307 GJ.

## Conversii
- 1 tcc = 0,7 TEP (exact)
- 1 tcc = 8,141 MWh (exact)
- 1 tcc = 27,778 MBtu (cu valoarea 1 Btu internațională = 1055,056[2])

## Conversia în energie electrică
tcc se referă la energia chimică a combustibililor, astfel că dacă se dorește estimarea energiei electrice obținute prin arderea lor, trebuie luat în considerare randamentul net al termocentralelor. Un raport din 2007 al British Petroleum estimează în general randamentul termocentralelor la c. 38 %, însă randamentul termocentralelor pe cărbune este ceva mai mic, practic o treime, astfel că dintr-o tcc se pot obține c. 2,7 MWh.